# Paleisplein

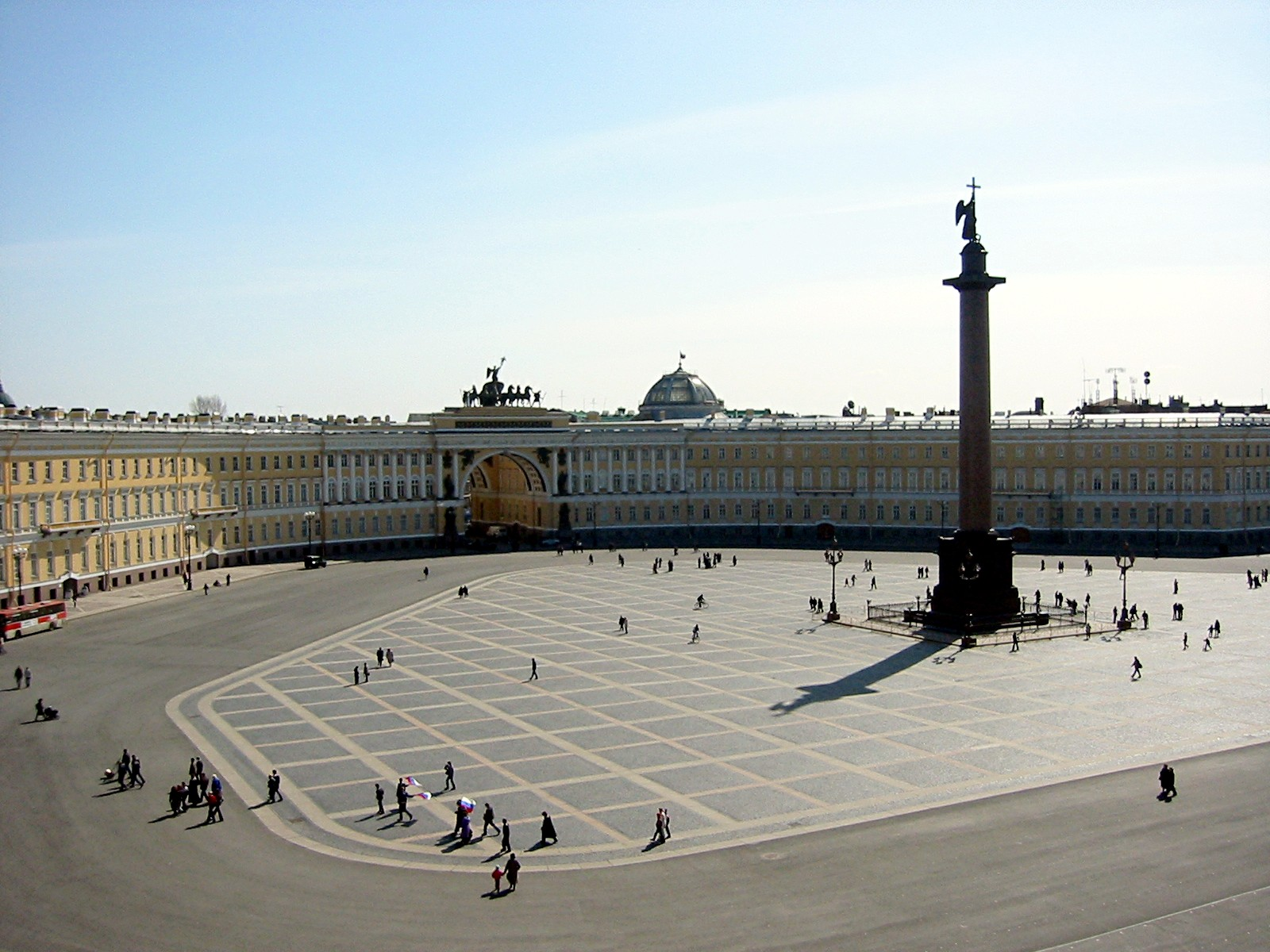
Zicht op het plein vanuit de Hermitage in het Winterpaleis.

Het Paleisplein (Russisch: Дворцовая площадь;  Dvortsovaja plosjtsjad) is een plein in Sint-Petersburg dat de Nevski Prospekt met de Paleisbrug, die leidt naar het Vasilevski-eiland, verbindt. Het plein grenst aan het Winterpaleis en de Hermitage en is tevens het centrale stadsplein van de stad en het vroegere Russische Rijk en was het toneel van vele wereldwijd bekende gebeurtenissen, zoals Bloedige Zondag in 1905 en de Oktoberrevolutie van 1917. Midden op het plein staat de Alexanderzuil, ter ere van tsaar Alexander I.
- Gemeinsame Normdatei: 4844993-3
- Nationale Bibliotheek van Tsjechië: ge438268